# Dadi Automobile Group

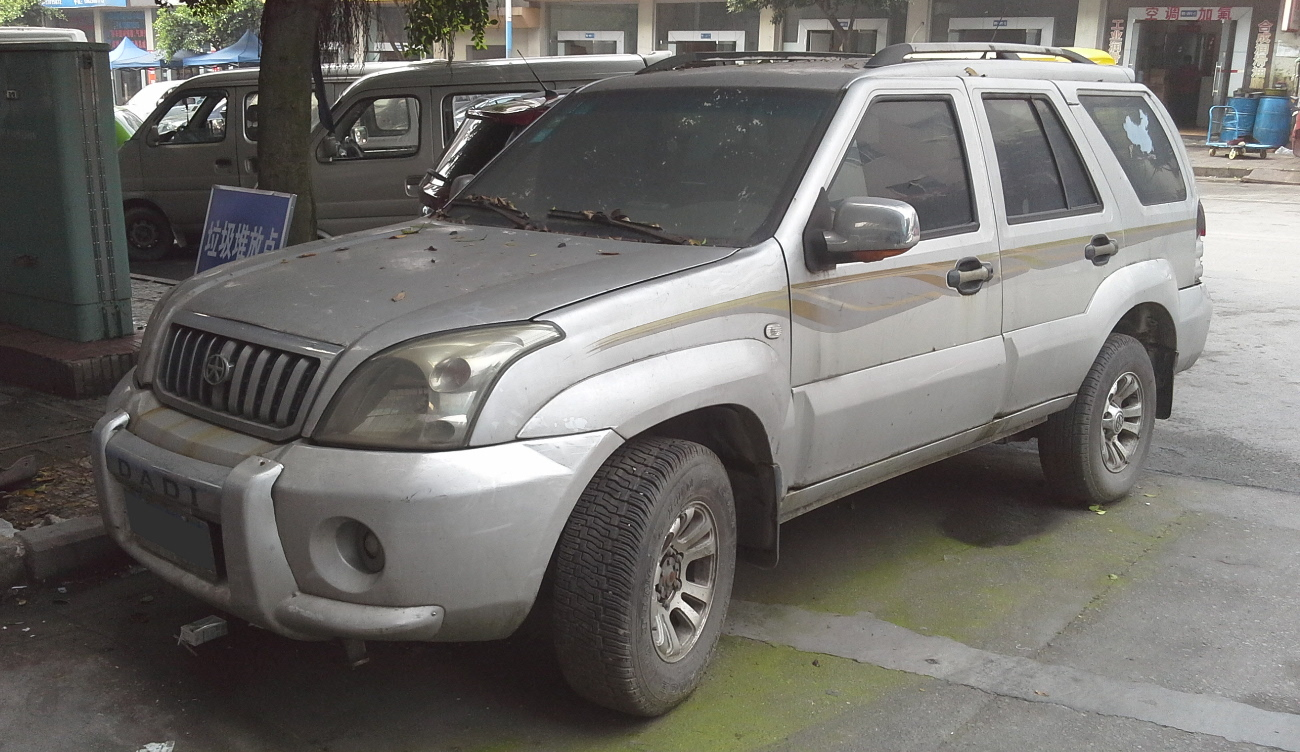
Dadi Jingchi

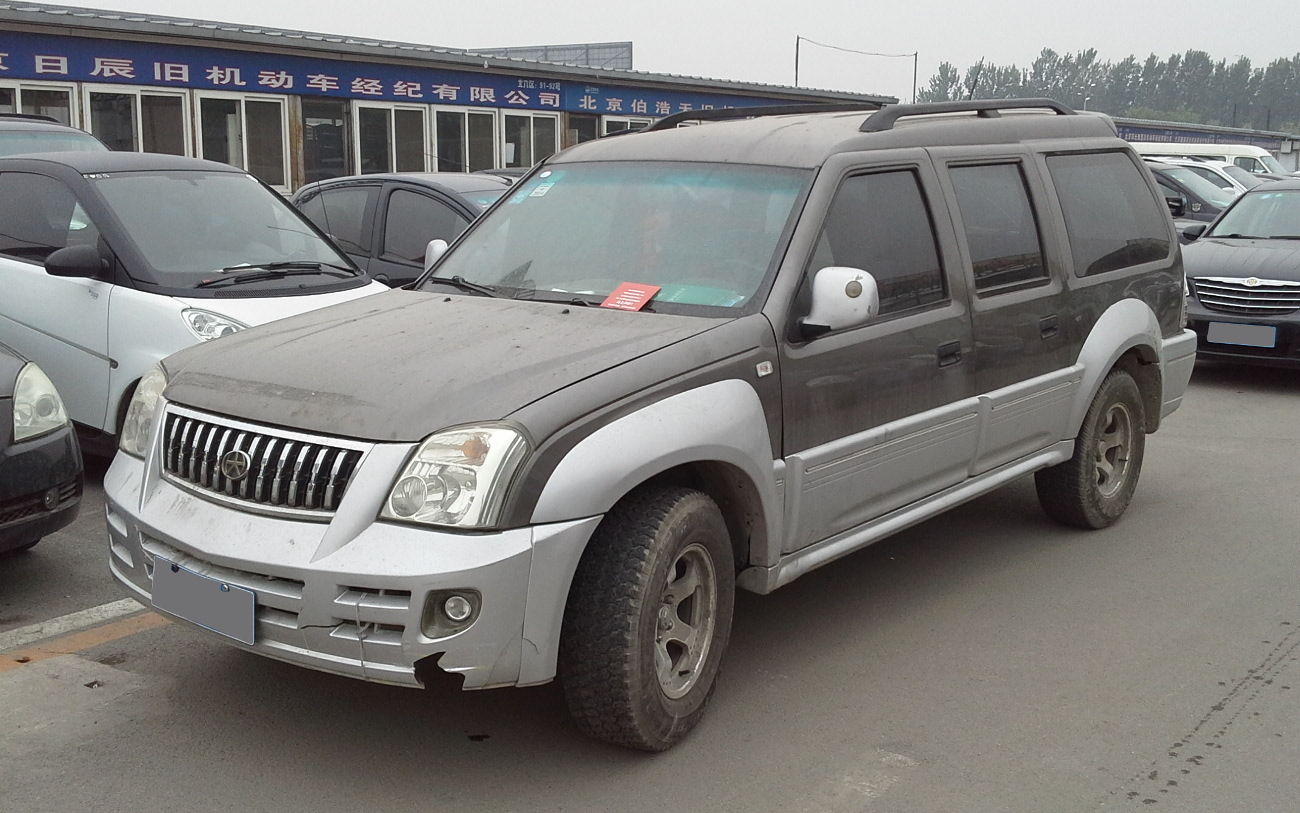
Dadi Dushijunma

Dadi Automobile Group Co. Ltd. war ein Unternehmen aus der Volksrepublik China. Es sind auch die Firmierung Baoding Dadi Automobile Industry Co. Ltd., Dadi Auto Industry Co. Ltd. und Baoding Qianjin (Advance) Auto Refit Works überliefert.

## Beschreibung
Das Unternehmen hatte seinen Sitz in Dingxing in der Stadt Baoding in der Provinz Hebei. Es ging hervor aus PLA’s factory No. 9065. 1988 begann die Produktion von Pick-ups und SUVs. Der Markenname lautete Dadi. 2011 erfolgte die Übernahme durch Sinotruk und 2012 die Auflösung.
Es bestand keine Verbindung zu den Marken Dadi Chengdu und Dadi Xunchi von Chengdu Xin Dadi Motor.
Zwischen 2006 und 2007 wurden Fahrzeuge in Russland montiert. Als Modellname ist Shuttle überliefert. Das deutet auf Derways Automobile Company als Montagebetrieb hin.

## Fahrzeuge
Die Fahrzeuge trugen das Kürzel BDD in der Typenbezeichnung.
Für das Jahr 2000 sind 1000 Fahrzeuge überliefert. Im Folgejahr entstand die doppelte Menge und im Jahr danach erneut das Doppelte. 2003 waren es 8930 Fahrzeuge und im Folgejahr 9000 Fahrzeuge.
Für 2003 sind zusätzlich 1366 Pick-ups überliefert und für das darauf folgende Jahr 1285.